# Adolfo Alsina
Adolfo Alsina Maza (Buenos Aires, 4 gennaio 1829 – Carhué, 29 dicembre 1877) è stato un politico argentino.

## Biografia
Figlio dello scrittore e giurista Valentín, Alsina si dedicò al giornalismo, fondando il periodico La nueva Era, dal quale attaccò apertamente la politica del presidente dell'Argentina Justo José de Urquiza, divenendo in seguito uno dei maggiori esponenti del partito autonomista.
Sceso nella politica attiva, ricoprì importanti incarichi pubblici, come quello di governatore della provincia di Buenos Aires, mentre dal 1868 al 1874 fu vicepresidente del governo di Domingo Faustino Sarmiento.
Dopo la scadenza del mandato di questi, fu nominato ministro della Guerra e della Marina nel gabinetto di Nicolás Avellaneda; in tal veste dovette affrontare un problema che da anni affliggeva il paese, ovvero la Conquista del deserto, che comprendeva la colonizzazione della pampa e la lotta contro i nativi del luogo, ostili all'avanzata dell'Argentina sul loro territorio. Nel 1875 Alsina presentò al governo un piano che in seguito descrisse come avente l'obiettivo di popolare il deserto, e non di distruggere gli indiani.
Primo passo fu quello di collegare la capitale e i fortini di frontiera con linee telegrafiche, mentre subito dopo fu firmato un trattato di pace con il cacique Juan José Catriel, che però infranse poco tempo dopo, attaccando, insieme al cacique Namuncurà, le città di Tres Arroyos, Tandil, Azul e molti altri villaggi e fattorie, portandosi via come bottino schiavi e bestiame. La risposta di Alsina fu immediata: mandò una spedizione militare per attaccare gli indigeni, che furono costretti a ritirarsi e ad arretrare, e ordinò la costruzione di numerosi fortini sulla via verso sud, per difendere i territori conquistati. Inoltre, il ministro della Guerra fece costruire una lunga trincea, lunga 374 km e chiamata Zanja de Alsina (Trincea di Alsina), che avrebbe dovuto difendere le conquiste appena fatte; effettivamente la trincea, larga tre metri e profonda due, si rivelò un ostacolo difficile per il trasporto del bestiame rubato.
Gli indiani continuarono la lotta, liberando il bestiame della provincia di Buenos Aires e nel sud della provincia di Mendoza, ma la via di fuga per loro fu difficile, essendo rallentata dal bestiame in marcia e dalla difesa contro gli attacchi delle pattuglie dell'esercito regolare. Il risultato fu che molti indigeni, ridotti ormai alla fame e temendo le ritorsioni dei bianchi, dovettero cedere e lavorare nelle fattorie dei coloni, in cambio di cibo e riparo, ma altri resistettero. La politica di Alsina comunque stava dando i suoi frutti, quando, improvvisamente, il ministro della Guerra morì, nel 1877, per un attacco cardiaco, alla vigilia della conquista definitiva. Gli subentrò nella carica ministeriale il generale Julio Argentino Roca, che avrebbe completato l'operazione da lui cominciata con la completa sottomissione e lo sterminio degli indiani della Patagonia.